# Gregory (Dacota do Sul)
Gregory é uma cidade localizada no estado norte-americano de Dacota do Sul, no Condado de Gregory.

## Demografia
Segundo o censo norte-americano de 2010, a sua população era de 1296 habitantes.
Em 2006, foi estimada uma população de 1238, um decréscimo de 104 (-7.7%) face a 2000.

## Geografia
De acordo com o United States Census Bureau tem uma área de
3,5 km², dos quais 3,5 km² cobertos por terra e 0,0 km² cobertos por água.

## Localidades na vizinhança
O diagrama seguinte representa as localidades num raio de 32 km ao redor de Gregory.